# Episodi di Il commissario Köster (trentasettesima stagione)
La trentasettesima stagione della serie televisiva Il commissario Köster è stata trasmessa in prima visione negli Germania da ZDF dal 13 settembre al  1 novembre 2013.
In Italia, è stata trasmessa come seconda stagione della serie televisiva Il commissario Voss.
| n. | Titolo originale       | Titolo italiano                | Prima TV Germania | Prima TV Italia |
| -- | ---------------------- | ------------------------------ | ----------------- | --------------- |
| 1  | Im Visier              | Nel mirino                     | 13 settembre 2013 |                 |
| 2  | Blutige Ernte          | Delitti nella fattoria         | 20 settembre 2013 |                 |
| 3  | Tödliches Spiel        | Gioco mortale                  | 27 settembre 2013 |                 |
| 4  | Der Preis der Lüge     | Il prezzo della vergogna       | 4 ottobre 2013    |                 |
| 5  | Gekauftes Glück        | Felicità comprata              | 11 ottobre 2013   |                 |
| 6  | Des Todes kalte Finger | Le gelide dita della morte     | 17 ottobre 2013   |                 |
| 7  | Blutiger Asphalt       | Asfalto insanguinato           | 25 ottobre 2013   |                 |
| 8  | Gestern ist nie vorbei | Il passato non si può cambiare | 1º novembre 2013  |                 |